# Naturschutzgebiet Gadow
Das Naturschutzgebiet Gadow liegt auf dem Gebiet des Landkreises Prignitz in Brandenburg.
Das Gebiet mit der Kenn-Nummer 1421 wurde mit Verordnung vom 16. Mai 1990 unter Naturschutz gestellt. Das 422 ha große Naturschutzgebiet erstreckt sich nördlich und westlich von Lenzersilge, einem Gemeindeteil von Karstädt. Am südwestlichen Rand des Gebietes, durch das die Löcknitz hindurchfließt, verläuft die B 195.